# Pseudophrictaetypus uniformis
Pseudophrictaetypus uniformis är en insektsart som beskrevs av Willemse, C. 1961. Pseudophrictaetypus uniformis ingår i släktet Pseudophrictaetypus och familjen vårtbitare. Inga underarter finns listade i Catalogue of Life.